# Ezio Mognaschi
Ezio Mognaschi (fl. XX secolo) è stato un calciatore italiano, di ruolo attaccante.

## Carriera
Con la Rivarolese disputa 20 gare nel campionato di Prima Divisione 1922-1923 e 7 gare con la Sampierdarenese nel campionato di Prima Divisione 1924-1925.